# Hymenostegia
Genre
Classification phylogénétique
Hymenostegia est un genre de plantes à fleurs dicotylédones de la famille des Fabaceae, sous-famille des Caesalpinioideae, originaire d'Afrique équatoriale, qui comprend une quinzaine d'espèces acceptées.
Ce sont des arbustes ou des arbres pouvant atteindre 30 mètres de haut, aux feuilles composées paripennées. Les arbres produisent un bois durable, au grain fin, susceptible de prendre un beau poli, mais la quantité produite est très limitée. Certaines espèces sont utilisées comme arbres d'ornement dans les parcs et jardins ou dans les rues. 

## Liste d'espèces
Selon The Plant List (14 décembre 2018) :
- Hymenostegia afzelii (Oliv.) Harms
- Hymenostegia aubrevillei Pellegr.
- Hymenostegia bakeriana Hutch. & Dalziel
- Hymenostegia brachyura (Harms) J.Leonard
- Hymenostegia breteleri Aubrev.
- Hymenostegia felicis (A.Chev.) J.Leonard
- Hymenostegia floribunda (Benth.) Harms
- Hymenostegia gracilipes Hutch. & Dalziel
- Hymenostegia klainei Pellegr.
- Hymenostegia laxiflora (Benth.) Harms
- Hymenostegia mundungu (Pellegr.) J.Leonard
- Hymenostegia neoaubrevillei J.Leonard
- Hymenostegia ngounyensis Pellegr.
- Hymenostegia normandii Pellegr.
- Hymenostegia pellegrinii (A.Chev.) J.Leonard
- Hymenostegia talbotii Baker f.
- Hymenostegia viridiflora Mackinder & Wieringa (espèce nouvellement décrite, 2013[4].)